# Niely Cosméticos
A Niely cosméticos é uma empresa brasileira de cosméticos situada em Nova Iguaçu, município da baixada fluminense. Além do parque fabril, atualmente com 20 mil m², o grupo é composto por uma unidade comercial com 3 mil m², um centro de distribuição com 7350m² e a sua própria fábrica de embalagens (Maddox) com 2500m². Em 2014, a empresa foi comprada pela L'Oréal, líder mundial no setor de cosméticos.

## História
Daniel de Jesus lançou a Niely, em 1981. Ele teve uma infância humilde – seu pai era ascensorista e sua mãe dona de casa. Seu primeiro emprego foi como office boy de uma imobiliária, mas desde os 12 anos, já trabalhava vendendo picolé nas ruas para ajudar sua mãe no orçamento familiar. Começou a fabricar xampus para atender aos pedidos de suas vizinhas em Nova Iguaçu, no Rio de Janeiro. O nome Niely foi em homenagem a sua filha Danielle

## Atual
A empresa lançou no mercado um novo conceito junto com uma nova marca chamada Niely Gold. O comercial de televisão veiculado no programa Big Brother Brasil (BBB) de 2008 conta com a atuação de Carolina Ferraz (garota propaganda da marca) e Richard Gere (ator estadunidense muito conhecido pelo filme Pretty Woman e o anúncio é embalado pela canção-tema do filme, Oh, Pretty Woman.
Em 2009, a empresa investiu R$ 600 mil na nova campanha da linha Niely Gold Anti-Stress que irá ao ar nos intervalos do BBB 9, programa em que investiu R$ 11 milhões como patrocinadora.

## Marcos Históricos da Empresa
1986: Surgimento da empresa

1987: Início das vendas em outros estados

1988: Lançamento do creme alisante Lysacrem

1992: Incorporação da Maddox ao grupo

1995: Lançamento da linha Permanente Afro

1999: Início das exportações

2000: Lançamento da linha Cor&Ton e ampliação do parque fabril

2004: Lançamento da linha Niely Gold
2007: Comercial da linha Niely Gold Orquídea com Richard Gere
2008: Primeira vez que uma empresa nacional ocupa o 1º lugar em unidades vendidas de coloração creme com a linha Cot&Ton
2014: Niely é comprada pelo fabricante L'Oréal Paris